# پیتای سینه‌لاجوردی
پیتای سینه‌لاجوردی (نام علمی: Pitta steerii) نام یک گونه از تیره پیتا است. این گونه پرنده بوم‌زاد جزایر میندانائو، بهل (فیلیپین)، لیته (جزیره) و سامار (جزیره) در فیلیپین است. زیستگاه این گونه جنگل می‌باشد. این گونه به خاطر تخریب زیستگاه در معرض تهدید قرار گرفته است.